# Christelle Nyepel
Christelle Nyepel, née le 16 janvier 1995, est une footballeuse internationale équatoguinéenne. Elle évolue au poste de milieu de terrain.

## Biographie
Elle fait partie des 23 joueuses retenues pour disputer la Coupe du monde 2011, le Championnat d'Afrique 2012 puis la Coupe d'Afrique des nations 2018 organisée au Ghana.